# Liste der Synagogen in Thüringen
Die Liste der Synagogen in Thüringen führt alle Synagogen auf, die sich auf dem Gebiet des heutigen Bundeslandes Thüringen befinden oder befanden.
Wie in anderen Gegenden auch, siedelten die Juden vor allem in den Städten Thüringens, in denen sie ab dem 12. Jahrhundert nachweisbar sind. Allerdings gab es besonders im Osten und Norden des Landes einige Gebiete, in denen nach mittelalterlichen Vertreibungen nie mehr jüdische Gemeinden entstanden, etwa in Jena, Weimar und Altenburg. Im Südwesten des Landes hingegen siedelten in der frühen Neuzeit einige Adelsfamilien „Schutzjuden“ in kleinen Dörfern in der Rhön, im Grabfeld und im südlichen Vorland des Thüringer Waldes an. So blieb das Gebiet zwischen Rhön und Rennsteig im Südwesten des Landes während der gesamten Neuzeit Siedlungsschwerpunkt der Juden in Thüringen. Diese Gemeinden verloren jedoch in der zweiten Hälfte des 19. Jahrhunderts die meisten ihrer Mitglieder, da diese in die wachsenden Städte, etwa nach Eisenach, Erfurt, Fulda, Frankfurt oder Meiningen gingen.
Die Zeit des Nationalsozialismus setzte der jüdischen Kultur in Thüringen ein jähes Ende, sodass seitdem nur noch die Gemeinde in Erfurt besteht.

## Liste
| Synagoge                  | Ort             | Bestandszeit                                | Standort                                   | Gemeindegröße | Bezugsjahr | Bemerkungen |
| ------------------------- | --------------- | ------------------------------------------- | ------------------------------------------ | ------------- | ---------- | --- |
| Alte Synagoge             | Arnstadt        | 1423–1466                                   | Erfurter Straße 17 (Hinterhaus)            | 53            | 1429       | |
| Neue Synagoge             | Arnstadt        | 1913–1938                                   | Krappgartenstraße 47                       | 128           | 1925       | |
| Synagoge Aschenhausen     | Aschenhausen    | ab 1765 (1936 profaniert)                   | Oberkätzer Straße 16                       | 103           | 1808       | Ansiedlung von Schutzjuden durch die Ritter von Speßhardt ab 1695                                                       |
| Synagoge Bad Langensalza  | Bad Langensalza | 1356–1436                                   | Judengasse 4                               | 80            | 1418       | |
| Synagoge Barchfeld        | Barchfeld       | 1845–1938                                   | Nürnberger Straße 40                       | 240           | 1887       | ab etwa 1550 Ansiedlung vertriebener Juden aus dem Hochstift Würzburg                                                   |
| Synagoge Bauerbach        | Bauerbach       | 1824–1891; ab 1892 (1930 profaniert)        | Henneberger Straße 58                      | 126           | 1852       | Ansiedlung von Schutzjuden durch die Herren von Wolzogen ab 1782                                                        |
| Synagoge Berkach          | Berkach         | 1762–1854; ab 1854 (1939 profaniert)        | Mühlfelder Straße                          | 170           | 1851       | Ansiedlung von Schutzjuden durch die Herren von Stein ab 1628                                                           |
| Synagoge Bibra            | Bibra           | ab 1842 (1939 profaniert)                   | Hauptstraße 30                             | 134           | 1885       | Ansiedlung von Schutzjuden durch die Herren von Bibra ab 1658                                                           |
| Synagoge Bleicherode      | Bleicherode     | 1882–1938                                   | Obergebraer Straße                         | 151           | 1910       | |
| Synagoge Dreißigacker     | Dreißigacker    | 1822–1867                                   | unbekannt                                  | 56            | 1833       | Wohnort der Meininger Juden, die erst ab 1856 in die Stadt ziehen durften                                               |
| Synagoge Eisenach         | Eisenach        | 1885–1938                                   | Karl-Marx-Straße 26                        | 403           | 1925       | |
| Synagoge Ellrich          | Ellrich         | 1730–1938                                   | Jüdenstraße 25                             | 146           | 1840       | |
| Alte Synagoge             | Erfurt          | ab 1094 (1350 profaniert)                   | Michaelisstraße 3/4                        |               |            | |
| Kleine Synagoge           | Erfurt          | ab 1840 (1885 profaniert)                   | An der Stadtmünze 5                        |               |            | |
| Große Synagoge            | Erfurt          | 1884–1938                                   | Juri-Gagarin-Ring                          | 1000          | 1930       | |
| Neue Synagoge             | Erfurt          | ab 1952                                     | Juri-Gagarin-Ring                          | 750           | 2007       | einzige jüdische Gemeinde Thüringens                                                                                    |
| Synagoge Gehaus           | Gehaus          | 1840–1975 (1945 profaniert)                 | Mittlere Straße 22                         | 246           | 1826       | Ansiedlung von Schutzjuden durch die Herren von Boyneburg ab 1600                                                       |
| Synagoge Geisa            | Geisa           | 1862–1940                                   | Schlossberg                                | 180           | 1861       | |
| Synagoge Gera             | Gera            | 1885–1938                                   | Leipziger Straße/später im Hotel Kronprinz | 500           | 1925       | |
| Synagoge Gleicherwiesen   | Gleicherwiesen  | 1787–1938                                   | Mittelgasse                                | 233           | 1875       | Ansiedlung von Schutzjuden durch die Herren von Bibra ab 1680                                                           |
| Neue Synagoge             | Gotha           | 1904–1938                                   | Moßlerstraße 1                             | 494           | 1933       | |
| Synagoge Heiligenstadt    | Heiligenstadt   | 1873–2011 (1945 profaniert)                 | Stubenstraße 14                            | 100           | 1882       | |
| Synagoge Hildburghausen   | Hildburghausen  | 1811–1933                                   | Untere Marktgasse 4                        | 146           | 1833       | |
| Synagoge Marisfeld        | Marisfeld       | ab 1832 (in den 1930er-Jahren profaniert)   | Themarer Straße                            | 200           | 1865       | Ansiedlung von Schutzjuden durch die Herren Ostheim ab 1679                                                             |
| Alte Synagoge             | Meiningen       | ca. 1200–1349                               | Platz an der Kapelle                       |               |            | Beim Pestpogrom 1349 verwüstet und später als Kapelle genutzt                                                           |
| Synagoge Meiningen        | Meiningen       | 1883–1938                                   | Synagogenweg                               | 470           | 1895       | Sitz des Landesrabbiners von Sachsen-Meiningen                                                                          |
| Alte Synagoge             | Mühlhausen      | 1380–1513                                   |                                            |               |            | |
| Neue Synagoge             | Mühlhausen      | ab 1842 (Mitte der 1950er-Jahre profaniert) | Jüdenstraße 26                             | 256           | 1890       | |
| Alte Synagoge             | Nordhausen      | ca. 1300–1550                               | unbekannt                                  |               |            | |
| Neue Synagoge             | Nordhausen      | 1845–1938                                   | Pferdemarkt                                | 452           | 1910       | |
| Synagoge Rüdigershagen    | Rüdigershagen   | 1847–1994 (1860 profaniert)                 | Karl-Marx-Straße                           | 75            | 1840       | Ansiedlung von Schutzjuden durch die Herren von Hagen ab 1808                                                           |
| Synagoge Schleusingen     | Schleusingen    | ab 1881 (1945 profaniert)                   | Walchstraße 2                              | 89            | 1871       | |
| Synagoge Schmalkalden     | Schmalkalden    | 1622–1930; 1930–1938                        | Judengasse 5/7                             | 110           | 1890       | |
| Synagoge Schwarza         | Schwarza        | 1686–1980 (1945 profaniert)                 | Irma-Stern-Straße 17                       | 287           | 1847       | Ansiedlung von Schutzjuden durch die Grafen von Stolberg ab 1652                                                        |
| Synagoge Sondershausen    | Sondershausen   | 1826–1938                                   | Bebrastraße 6                              | 130           | 1880       | |
| Synagoge Stadtlengsfeld   | Stadtlengsfeld  | 1945 profaniert                             | Amtsstraße 8                               | 800           | 1800       | Ansiedlung von Schutzjuden durch die Herren von Boyneburg ab 1600, Sitz des Landesrabbiners von Sachsen-Weimar-Eisenach |
| Synagoge Suhl             | Suhl            | 1905–1938                                   | Straße der Opfer des Faschismus            | 150           | 1905       | |
| Synagoge Themar           | Themar          | ab 1877 (1938 profaniert)                   | Ernst-Thälmann-Straße 17                   | 97            | 1898       | |
| Synagoge Vacha            | Vacha           | 1777–1955 (1938 profaniert)                 | Schulstraße 24                             | 90            | 1925       | |
| Synagoge Völkershausen    | Völkershausen   | 1816–? (1903 profaniert)                    | Friedensplatz 7                            | 57            | 1861       | Ansiedlung von Schutzjuden durch die Herren von Völkershausen ab 1584                                                   |
| Synagoge Walldorf (Werra) | Walldorf        | 1789–1949 (1939 profaniert)                 | Am Tanzberg                                | 562           | 1851       | Ansiedlung von Schutzjuden durch die drei Ortsherren ab 1560, zeitweise Sitz des Landesrabbiners von Sachsen-Meiningen  |